# Condado de Matagorda
O Condado de Matagorda é um dos 254 condados do estado norte-americano do Texas. A sede do condado é Bay City, e sua maior cidade é Bay City.
O condado possui uma área de 4 176 km² (dos quais 1 289 km² estão cobertos por água), uma população de 37 957 habitantes, e uma densidade populacional de 13 hab/km² (segundo o censo nacional de 2000).
O condado foi criado em 1836.